# Trofeo Mamma & Papà Guerciotti

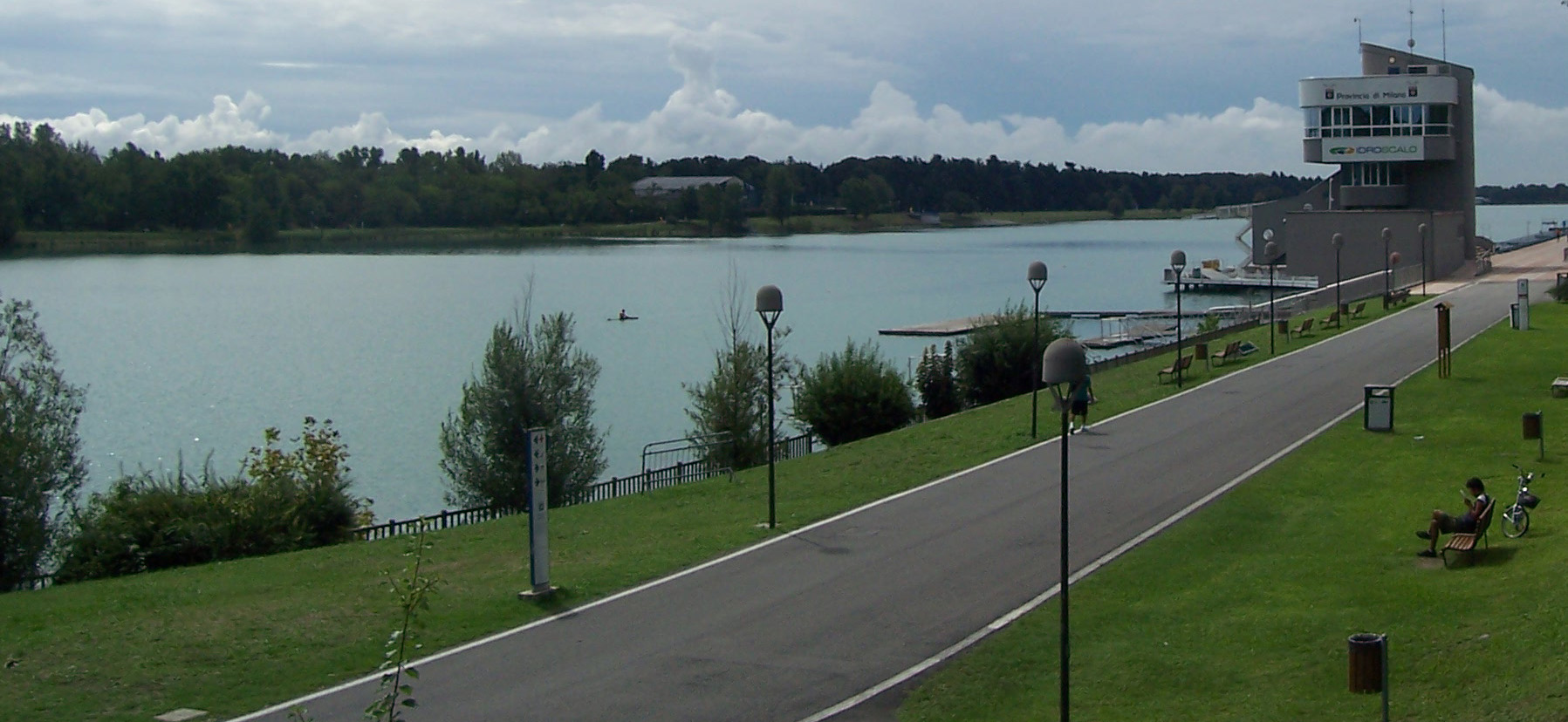
Der Weg vor der Tribüne an der Mailänder Regattastrecke Idroscalo diente 19 Jahre lang als Start- und Ziellinie.

Die Trofeo Mamma & Papà Guerciotti ist ein italienisches Cyclocrossrennen, das jahrzehntelang in Mailand stattfand und seit 2021 in Cremona.

## Geschichte
Der Wettbewerb wird seit 1978 ausgetragen; es ist damit das älteste internationale Querfeldein-Rennen Italiens. Gesponsert wird es vom Fahrradhersteller Guerciotti. Der Schauplatz des Rennens wechselte mehrmals, es fand im Parco Lambro (), im Parco Saini () und einzelne Ausgaben auch im 30 km nördlich von Mailand gelegenen Sirone statt (). Von 2001 bis 2019 lag der Austragungsort am Idroscalo ().
Von 1993 bis 1997 zählte das Rennen zur Superprestige-Serie, wo es das Rennen in Rom abgelöst hatte. Von 2004 bis 2008 war es im UCI-Cyclocross-Weltcup vertreten. 2007 wurde das Männer-Rennen im Weltcup aus finanziellen Gründen abgesagt, das der Frauen fand jedoch statt. Seitdem gehört die Trofeo Guerciotti keiner größeren Rennserie mehr an und ist als Rennen der Klasse C2 eingestuft.
Mehrfach organisierten die Veranstalter anstelle des üblichen Rennens die italienischen Cyclocross-Meisterschaften (1999, 2010, 2019). 2020 entfiel das Rennen infolge der Corona-Pandemie. Ein weiterer Umbruch erfolgte 2021, als das Rennen in den Parco al Po in Cremona verlegt wurde. Im Januar 2024 richteten die Veranstalter der Trofeo in Cremona erneut die italienischen Meisterschaften aus.
Verantwortlich für den Parcours ist der ehemalige Weltmeister Vito Di Tano. Rekordsieger bei den Männern ist Daniele Pontoni, bei den Frauen Daphny van den Brand.

## Siegerliste

### Meisterschaften
Die Sieger der italienischen Meisterschaften, die im Rahmen der Trofeo Guerciotti ausgetragen wurden, waren wie folgt:
- 1999: Daniele Pontoni und Annabella Stropparo	(in Sirone)
- 2010: Marco Aurelio Fontana und Eva Lechner (am Idroscalo)
- 2019: Gioele Bertolini und Eva Lechner (am Idroscalo)
- 2024: Filippo Fontana und Sara Casasola (in Cremona)

### Männer
- 1978:  Vito Di Tano
- 1979:  Franco Vagneur
- 1980:  Roland Liboton
- 1981:  Hennie Stamsnijder
- 1982:  Ottavio Paccagnella
- 1983:  Vito Di Tano
- 1984:  Roland Liboton
- 1985:  Roland Liboton
- 1986:  Mike Kluge
- 1987:  Mike Kluge
- 1988:  Henrik Djernis
- 1989:  Henrik Djernis
- 1990:  Radovan Fořt
- 1991:  Daniele Pontoni
- 1992:  Daniele Pontoni
- 1993:  Daniele Pontoni
- 1994:  Radomír Šimůnek senior
- 1995:  Daniele Pontoni
- 1996:  Adrie van der Poel
- 1997:  Mario De Clercq
- 1998: nicht ausgetragen (ital. Meisterschaften)
- 1999:  Daniele Pontoni
- 2000:  Daniele Pontoni
- 2001:  Enrico Franzoi
- 2002:  Daniele Pontoni
- 2003:  Bart Wellens
- 2004:  Sven Nys
- 2005:  Sven Nys
- 2006 (Dez):  Bart Wellens
- 2007 (Dez): abgesagt
- 2009 (Jan):  Sven Nys
- 2010: nicht ausgetragen (ital. Meisterschaften)
- 2011:  Elia Silvestri
- 2012:  Elia Silvestri
- 2013:  Marco Aurelio Fontana
- 2014:  Jens Vandekinderen
- 2015 (Jan):  Stan Godrie
- 2016 (Nov):  Marcel Meisen
- 2017 (Nov):  Marcel Meisen
- 2018: nicht ausgetragen (ital. Meisterschaften)
- 2019 (Nov):  Sascha Weber
- 2020: nicht ausgetragen (Corona-Pandemie)
- 2021 (Nov):  Jakob Dorigoni
- 2023 (Jan):  Filippo Fontana
- 2024 (Dez):  Filippo Fontana

### Frauen
- 2000:  Hanka Kupfernagel
- 2001: nicht ausgetragen
- 2002:  Paola Bertolin
- 2003: nicht ausgetragen
- 2004:  Daphny van den Brand
- 2005:  Daphny van den Brand
- 2006: nicht ausgetragen
- 2007 (Dez):  Daphny van den Brand
- 2009 (Jan):  Daphny van den Brand
- 2010: nicht ausgetragen (ital. Meisterschaften)
- 2011:  Vania Rossi
- 2012:  Vania Rossi
- 2013:  Eva Lechner
- 2014:  Francesca Cauz
- 2015 (Jan):  Alice Maria Arzuffi
- 2016 (Nov):  Alice Maria Arzuffi
- 2017 (Nov):  Eva Lechner
- 2018: nicht ausgetragen (ital. Meisterschaften)
- 2019 (Nov):  Francesca Baroni
- 2020: nicht ausgetragen (Corona-Pandemie)
- 2021 (Nov):  Silvia Persico
- 2023 (Jan):  Rebecca Gariboldi
- 2024 (Dez):  Rebecca Gariboldi